# 白虹 (1939年)
白虹（1939年—）是台灣演員，本名王寶蓮，台北市大稻埕出身。1950、60年代台語電影的知名演員，代表作是《大俠梅花鹿》及《天字第一號》，人稱「千面女郎」。

## 經歷
白虹於1939年出生，家中共有11個兄弟姊妹，排行第三，中學畢業以後，報考進入中国电影制片厂萬歲劇團接受戲劇訓練，1956年首度參加南洋公司台語片《運河殉情記》的試鏡，演出該片女配角，剛出道時曾以「白紅」為藝名，後來覺得俗氣便改名為「白虹」。
1957年進入國立藝術學校影劇科（現國立台灣藝術大學）就讀，1958年以秀麗的外型受邀擔綱《乞丐與藝妲》的女主角，從此一炮而紅展開了演藝生涯。
白虹自此片約不斷，接演《寶島姑娘》等幾部喜劇片，並應邀到香港演出《歌場妖姬》、《心心相印》等廈語片，也曾到泰國主演泰語片。1961年，白虹應張英之邀演出台語童話故事片《大俠梅花鹿》，之後便與張英便長期合作，1964年演出《賭國仇城》，同年在《天字第一號》片中飾演女間諜，再次引領台語片跟拍間諜片的風潮。
1965年，她在《台灣日報》主辦的「民國54年度國產台語影片展覽會頒獎典禮暨影星大會」，由觀眾票選為十大女明星之一，獲頒寶島獎。1966年，赴香港拍攝《藍與黑》，回台後演出幾部文藝片、喜劇片和功夫片，1976年演出《方世玉打擂台》後，她便轉往電視圈發展，在華視主演連續劇《錢來也》，最終於1980年代起漸漸退出演藝圈。息影後則從事經營餐廳、委託行、糕餅店等多項生意。

## 演出
主要的台語片演出作品有：
1955年：
- 《洛神》

1956年：
- 《運河殉情記》
- 《夜來香》

1957年：
- 《碎心花》

1958年：
- 《乞丐與藝妲》
- 《兩傻大鬧攝影場》
- 《王先生探親》
- 《寶島姑娘》
- 《黑貓與白狗》
- 《王先生老少年》
- 《小情人逃亡》

1959年：
- 《蜈蚣蛤仔蛇》
- 《小白菜》
- 《鈔票滿天飛》
- 《歌場妖姬》
- 《心心相印》

1960年：
- 《亂世孤獨》
- 《難忘的人》

1961年：
- 《大俠梅花鹿》

1962年：
- 《媽媽為著你》

1964年：
- 《再會港都》
- 《天字第一號》
- 《天字第一號續集》
- 《賭國仇城》

1965年：
- 《一江春水向東流》
- 《金雞心》（天字第一號第三集）

1966年：
- 《乞丐大鬧藝妲間》
- 《藍與黑》
- 《藍與黑續集》
- 《假鴛鴦》（天字第一號第四集）
- 《大色藝妲》（天字第一號第五集）

1967年：
- 《厝邊隔壁》
- 《情報員白牡丹》
- 《鬍鬚哥》
- 《搖錢樹》
- 《蛇美人》
- 《港都苦命女》
- 《女乞丐》

1968年：
- 《國際女間諜》
- 《圓仔花》
- 《寶島姑娘》
- 《狸貓換太子》

1969年：
- 《萬能情報員》
- 《大家歡喜》
- 《牛郎織女》

1970年：
- 《揚子江特一號》

1972年：
- 《諜女曼麗》
- 《方世玉》

1976年：
- 《方世玉打擂台》

1977年：
- 《天河鵲橋會》

1978年：
- 《小情人與大逃犯》

1980年：
- 《新淚的小花》

- 運河殉情記（1956年）
- 可憐的青春（1958年）
- 乞丐與藝旦（1958年）
- 黑貓與黑狗（1959年）
- 大俠梅花鹿（1961年）
- 天字第一號（1964年）

## 外部連結
- 白虹 - 國家電影中心 （页面存档备份，存于）